# Heddal
Heddal (alte Bezeichnung Hitterdal) ist ein Ortsteil der Gemeinde Notodden in der norwegischen Provinz Telemark.

## Geografie und Verkehr
Die Ortschaft Heddal liegt unweit nordwestlich des Sees Heddalsvatnet im Tal der Heddøla. Die Stadt Nesodden liegt einige Kilometer östlich von Heddalen. Nördlich des Flusses Heddøla führt die Europastraße 134 (E134) durch Heddal.

## Kultur und Sport
Heddal ist vor allem für die im 13. Jahrhundert erbaute Stabkirche Heddal und sein Freilichtmuseum „Heddal bygdetun“ bekannt. Letzteres präsentiert unter anderem 15 historische Gehöfte aus der Telemark; die ältesten, denkmalgeschützten Gebäude stammen aus dem 15. und 16. Jahrhundert.
Im Ort befindet sich seit 1946 eine Skisprungschanze, die zunächst Sprünge bis auf 60 Meter Weite erlaubte. 1985 wurde die neue, seitdem mehrfach umgebaute und modernisierte Schanze eingeweiht, 1994 fand auf der Anlage die norwegische Juniorenmeisterschaft statt. Die Schanzen mit dem Namen Tveitanbakkane werden vom Verein Heddal IL betrieben. Seit 2007 finden auf dem Tveitanbakken regelmäßig Wettkämpfe des Damen-Continental Cups statt.

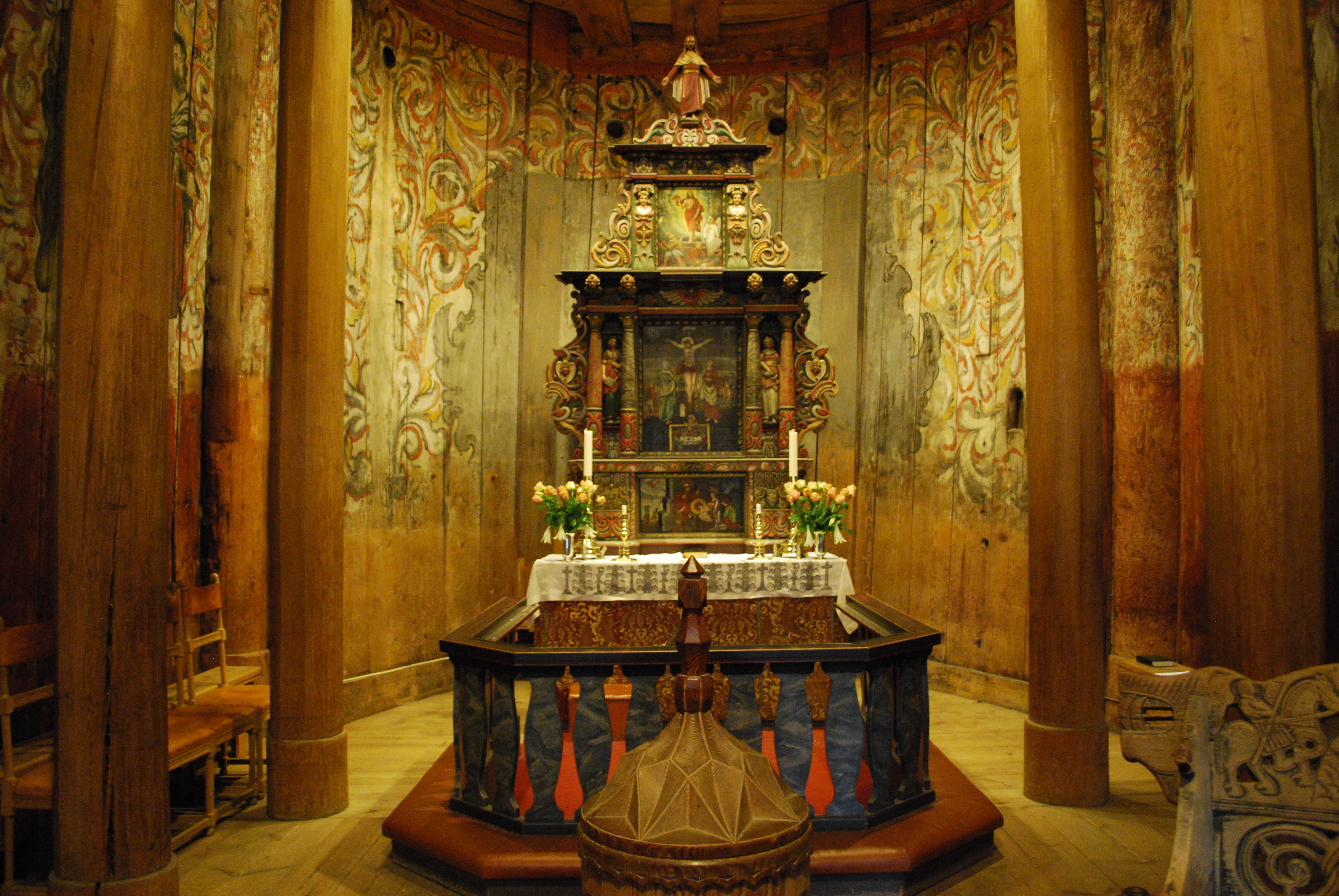
Altar der Stabkirche Heddal
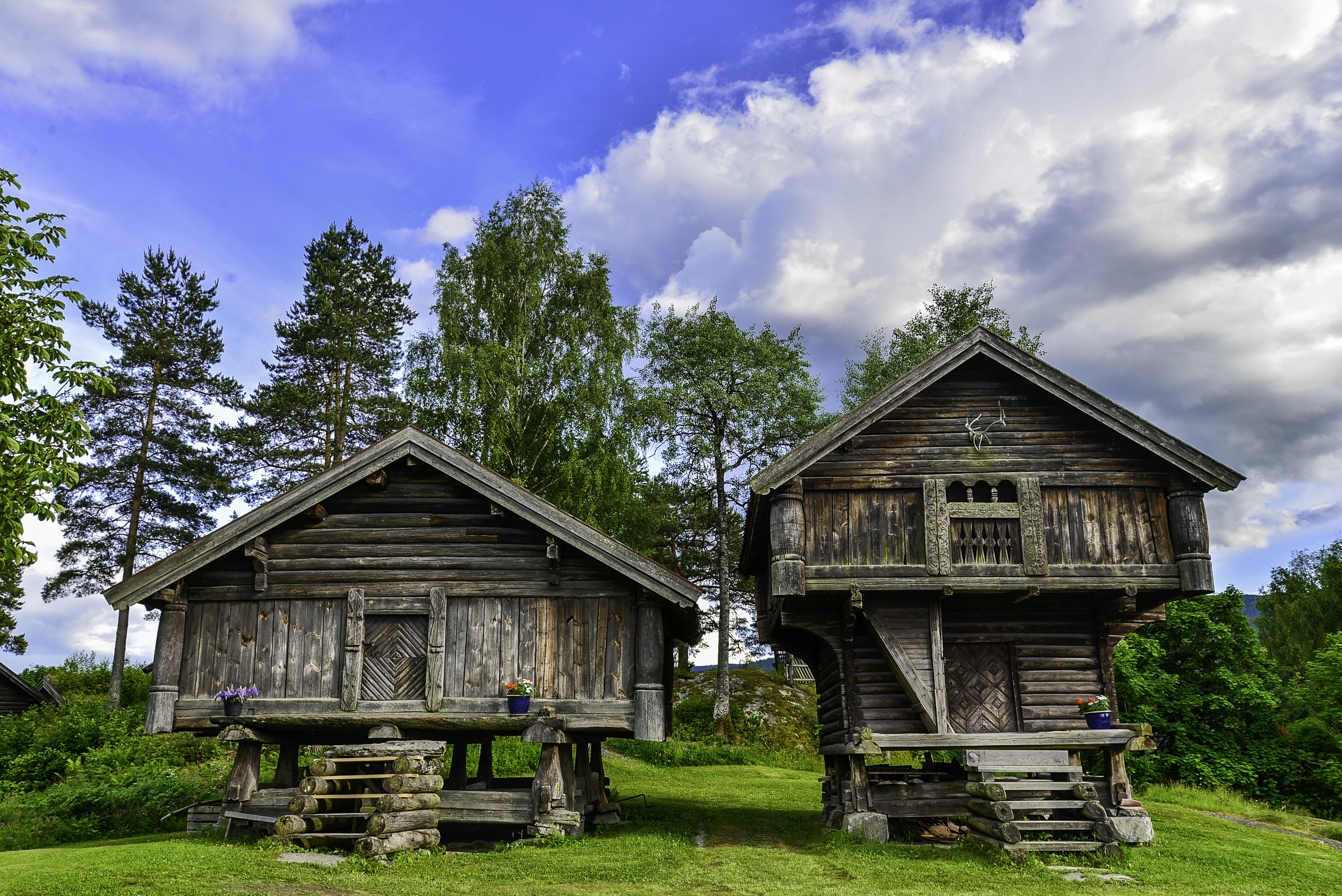
Freilichtmuseum Heddal bygdetun

## Kommune Heddal
Bis 1964 war Heddal eine eigenständige Kommune. Sie entstand im Rahmen der Einführung der lokalen Selbstverwaltung im Jahr 1837. Von der Kommune Heddal wurde zu Beginn des Jahres 1913 die Stadtkommune Notodden mit 4821 Einwohnern abgespalten. Heddal verblieb mit 2890 Einwohnern.  Als Heddal im Jahr 1964 in Notodden aufging, wohnten 4844 Personen in Heddal.

## Name
Die Einwohner des Orts werden Heddøl genannt. Im Jahr 1337 wurde der Ort schriftlich als i Hæitradale erwähnt.

## Söhne und Töchter des Ortes
- Hans Herbjørnsrud (1938–2023), norwegischer Schriftsteller